# سروپژیا وودی
سروپژیا وودی(نام علمی: Ceropegia woodii) نام یک گونه از سرده سروپژیا است.